# سن-تیت، کبک

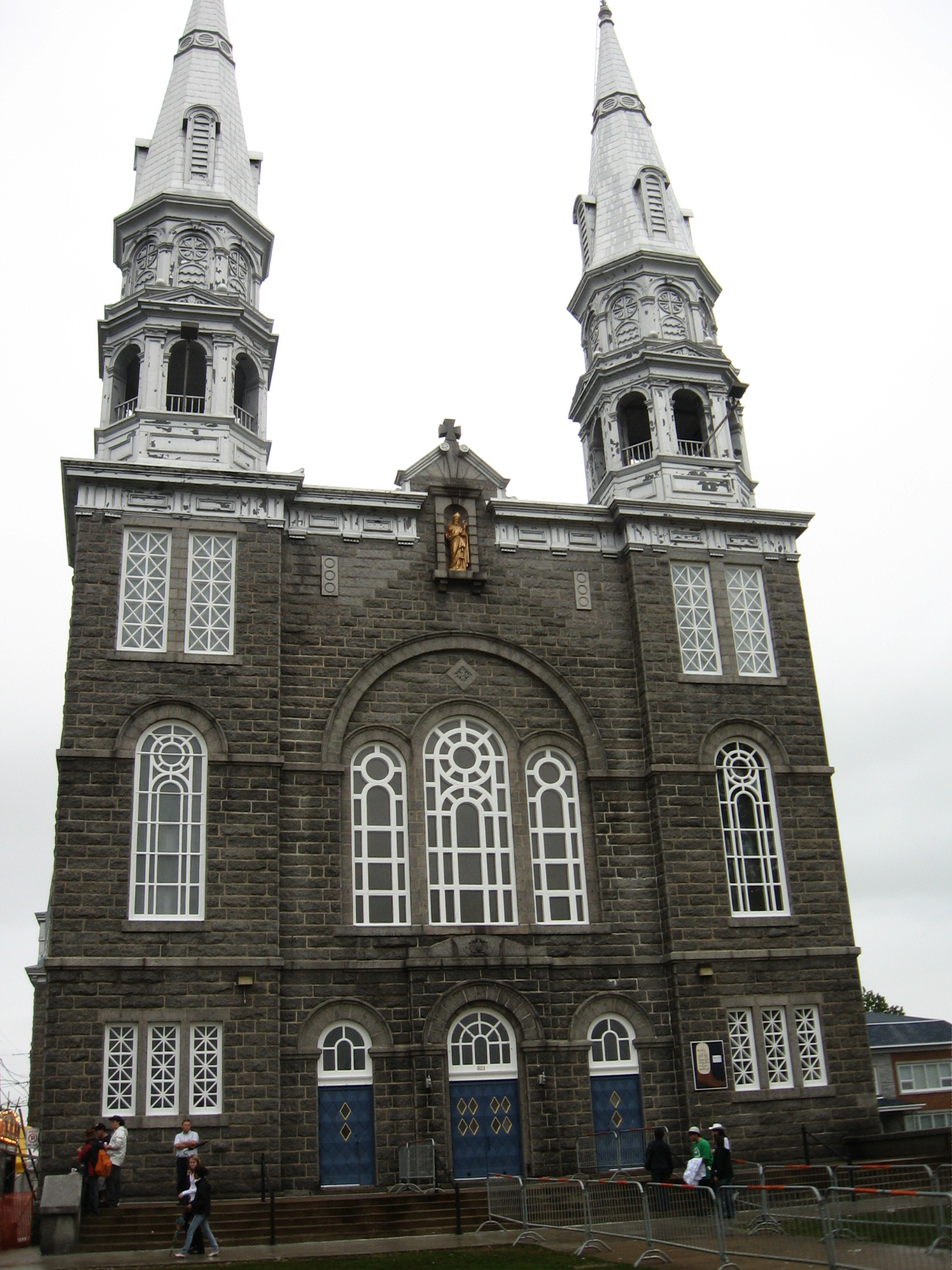
نمایی از ساختمان کلیسای سن-تیت در استان کبک / ۲۰۰۸

سن-تیت (به فرانسوی: Saint-Tite) شهرکی در منطقه شهری مکیناک ناحیه موریسی در استان کبک کانادا است. در سرشماری سال ۲۰۱۱ این شهرک ۳٬۸۶۲ نفر جمعیت داشته‌است و مساحت آن ۹۱٫۰۱ کیلومتر مربع است.